# Publi Grani
Publi Grani (en llatí Publius Granius) va ser un mercader romà del segle i aC que va néixer i vivia a Puteoli. Formava part de la gens Grània, una gens romana d'origen plebeu.
Va participar activament en el comerç amb l'illa de Sicília, i els seus negocis es van veure afectats per les confiscacions del govern de Verres. Va declarar contra ell en el judici de l'any 70 aC, promogut pels sicilians i on Ciceró va portar l'acusació.